# 消風敗毒散
消風敗毒散，又名消風散毒散，是一中藥方劑名，主治梅毒、天皰瘡初起之時，為袪濕疏風之藥。

## 方劑出處
《萬病回春》

## 方劑組成
當歸尾（一錢）、川芎（一錢）、赤芍（一錢）、生地黃（一錢）、升麻（一錢）、乾葛（一錢）、黃芩（一錢）、黃連（八分）、黃柏（八分）、連翹（八分）、防風（八分）、羌活（五分）、金銀花（五分）、甘草（五分）、蟬蛻（二個）、初服加大黃（二錢）、芒硝（一錢半；通利惡物去淨後勿用。）
水煎熱服。

## 效用
1. 疏風祛濕，清熱解毒。
2. 治梅毒、天皰瘡初起者。[註 3]
3. 乳蛾[註 4]，初起寒熱壯盛，頭痛背痛，面赤目赤，喉紅口紅，或牙關緊閉，頸外腫者。[註 5]

## 其他出處
1. 《醫方集解》之「消風敗毒散」：此方為「消風散」合「敗毒散」二方之相合，主治風毒癮疹，及風水、皮水在表，宜從汗解者。[2]
2. 《喉科種福》之「消風敗毒散」，藥方組成同《萬病回春》，但治症不同。
3. 《秘傳大麻瘋方》之「消風敗毒散」，主治雞爪瘋。[註 6]

## 外部連結
- 消風散 （页面存档备份，存于） 中藥方劑像數據庫  (香港浸會大學中醫藥學院) （中文）（英文）
- 敗毒散 中藥方劑像數據庫  (香港浸會大學中醫藥學院) （中文）（英文）